# Stylaster
Genre
Synonymes
- Allopora Ehrenberg, 1834
- Cryptaxiella Kuhn, 1939
- Cryptaxis
- Cyclopora Verrill, 1866
- Dendracis
- Deontopora
- sous-genre Stylaster (Eustylaster) Broch, 1914

Stylaster est un genre d'hydrocoraux de la famille de Stylasteridae.
Ce sont des hydraires coloniaux qui constituent un squelette calcaire commun. Cependant, à l'instar des coraux de feu, ils ne font pas partie du groupe des « vrais coraux » (Scleractinia), mais constituent un groupe semblable par convergence évolutive. La reproduction sexuée se fait via un stade méduse, mais les colonies croissent par duplication clonale. 

## Description et caractéristiques

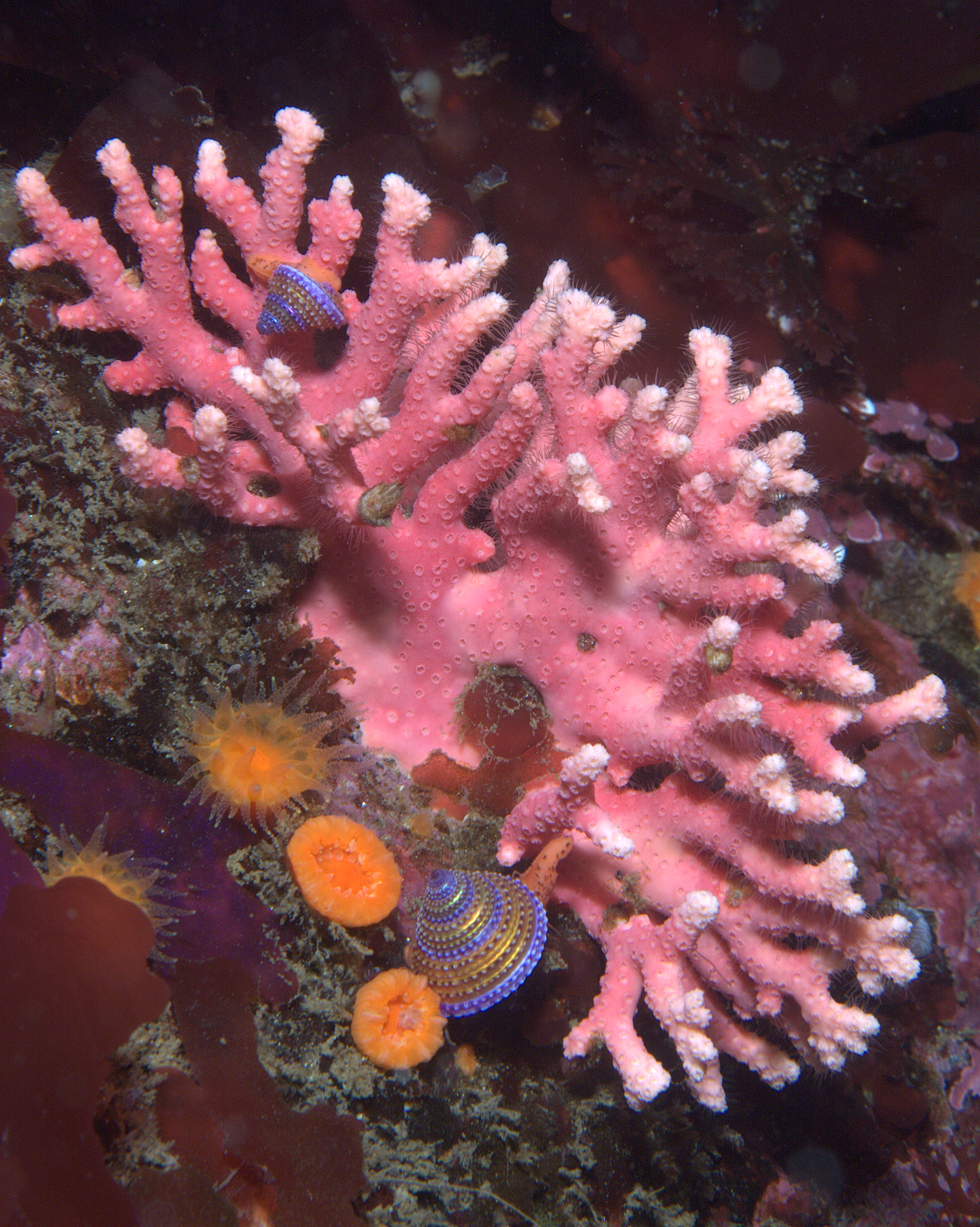
Stylaster californicus.

Les colonies sont érigées, branchues, avec un exosquelette (« coenosteum ») épais, et peuvent être jaunes, pourpres ou blanches. Les bras sont fins et de section généralement ronde ; les pores sont groupés sur les bords externes. On trouve des espèces de ce genre dans toutes les mers chaudes du monde (ainsi que quelques mers froides), des premiers mètres aux grandes profondeurs. 

## Liste des espèces
Selon World Register of Marine Species (21 février 2017) :
- Stylaster alaskanus Fisher, 1938
- Stylaster amphiheloides Kent, 1871
- Stylaster antillarum Zibrowius & Cairns, 1982
- Stylaster antiquus Sismondi, 1871 †
- Stylaster asper Kent, 1871
- Stylaster atlanticus Broch, 1936
- Stylaster aurantiacus Cairns, 1986
- Stylaster bellus (Dana, 1848)
- Stylaster biflabellum Cairns, 2015
- Stylaster bilobatus Hickson & England, 1909
- Stylaster bithalamus Broch, 1936
- Stylaster blatteus (Boschma, 1961)
- Stylaster bocki Broch, 1936
- Stylaster boreopacificus Broch, 1932
- Stylaster boschmai (Eguchi, 1965)
- Stylaster brochi (Fisher, 1938)
- Stylaster brunneus Boschma, 1970
- Stylaster californicus (Verrill, 1866)
- Stylaster campylecus (Fisher, 1938)
- Stylaster carinatus Broch, 1936
- Stylaster chibaensis Eguchi, 1954 †
- Stylaster cocosensis Cairns, 1991
- Stylaster complanatus Pourtalès, 1867
- Stylaster compressus Roemer, 1863 †
- Stylaster corallium Cairns, 1986
- Stylaster crassior Broch, 1936
- Stylaster crassiseptum Cairns & Lindner, 2011
- Stylaster cretaceous Jell, Cook & Jell, 2011 †
- Stylaster densicaulis Moseley, 1879
- Stylaster dentatus Broch, 1936
- Stylaster diastemata Cairns, 2015
- Stylaster divergens Marenzeller, 1904
- Stylaster duchassaingi Pourtalès, 1867
- Stylaster eguchii (Boschma, 1966)
- Stylaster elassotomus Fisher, 1938
- Stylaster erubescens Pourtalès, 1868
- Stylaster filogranus Pourtalès, 1871
- Stylaster flabelliformis (Lamarck, 1816)
- Stylaster fundatus Cairns, 2015
- Stylaster galapagensis Cairns, 1986
- Stylaster gemmascens (Esper, 1794)
- Stylaster gigas Cairns & Grant-Mackie, 1993 †
- Stylaster gracilis Milne Edwards & Haime, 1850
- Stylaster granulosus Milne Edwards & Haime, 1850
- Stylaster griggi Cairns, 2005
- Stylaster griseus Cairns & Zibrowius, 2013
- Stylaster hattorii (Eguchi, 1968)
- Stylaster horologium Cairns, 1991
- Stylaster ibericus Zibrowius & Cairns, 1992
- Stylaster imbricatus Cairns, 1991
- Stylaster incompletus (Tenison-Woods, 1883)
- Stylaster incrassatus Broch, 1936
- Stylaster infundibuliferus Cairns, 2005
- Stylaster inornatus Cairns, 1986
- Stylaster kenti Cairns & Zibrowius, 2013
- Stylaster laevigatus Cairns, 1986
- Stylaster leptostylus (Fisher, 1938)
- Stylaster lindneri Cairns, 2015
- Stylaster lonchitis Broch, 1947
- Stylaster marenzelleri Cairns, 1986
- Stylaster maroccanus Zibrowius & Cairns, 1992
- Stylaster marshae Cairns, 1988
- Stylaster microstriatus Broch, 1936
- Stylaster milleri Durham, 1942 †
- Stylaster miniatus (Pourtalès, 1868)
- Stylaster mooraboolensis (Hall, 1893) †
- Stylaster multiplex Hickson & England, 1905
- Stylaster nagaoi (Eguchi, 1968) †
- Stylaster nobilis (Saville-Kent, 1871)
- Stylaster norvegicus (Gunnerus, 1768)
- Stylaster obtusus Cairns, 2015
- Stylaster omanensis Cairns & Samimi-Namin, 2015
- Stylaster papuensis Zibrowius, 1981
- Stylaster parageus (Fisher, 1938)
- Stylaster polymorphus (Broch, 1936)
- Stylaster polystomos Cairns, 2015
- Stylaster priscus Reuss, 1872 †
- Stylaster profundiporus Broch, 1936
- Stylaster profundus (Moseley, 1879)
- Stylaster pulcher Quelch, 1884
- Stylaster purpuratus (Naumov, 1960)
- Stylaster ramosus Broch, 1947
- Stylaster repandus Cairns & Lindner, 2011
- Stylaster robustus (Cairns, 1983)
- Stylaster rosaceus (Greeff, 1886)
- Stylaster roseus (Pallas, 1766)
- Stylaster sanguineus Valenciennes in Milne Edwards & Haime, 1850
- Stylaster scabiosus Broch, 1935
- Stylaster sinuosus (Cairns, 1991)
- Stylaster solidus Broch, 1935
- Stylaster spatula Cairns, 1986
- Stylaster stejnegeri (Fisher, 1938)
- Stylaster stellulatus Stewart, 1878
- Stylaster subviolacea (Kent, 1871)
- Stylaster tenisonwoodsi Cairns, 1988
- Stylaster trachystomus (Fisher, 1938)
- Stylaster venustus (Verrill, 1870)
- Stylaster verrillii (Dall, 1884)

## Galerie

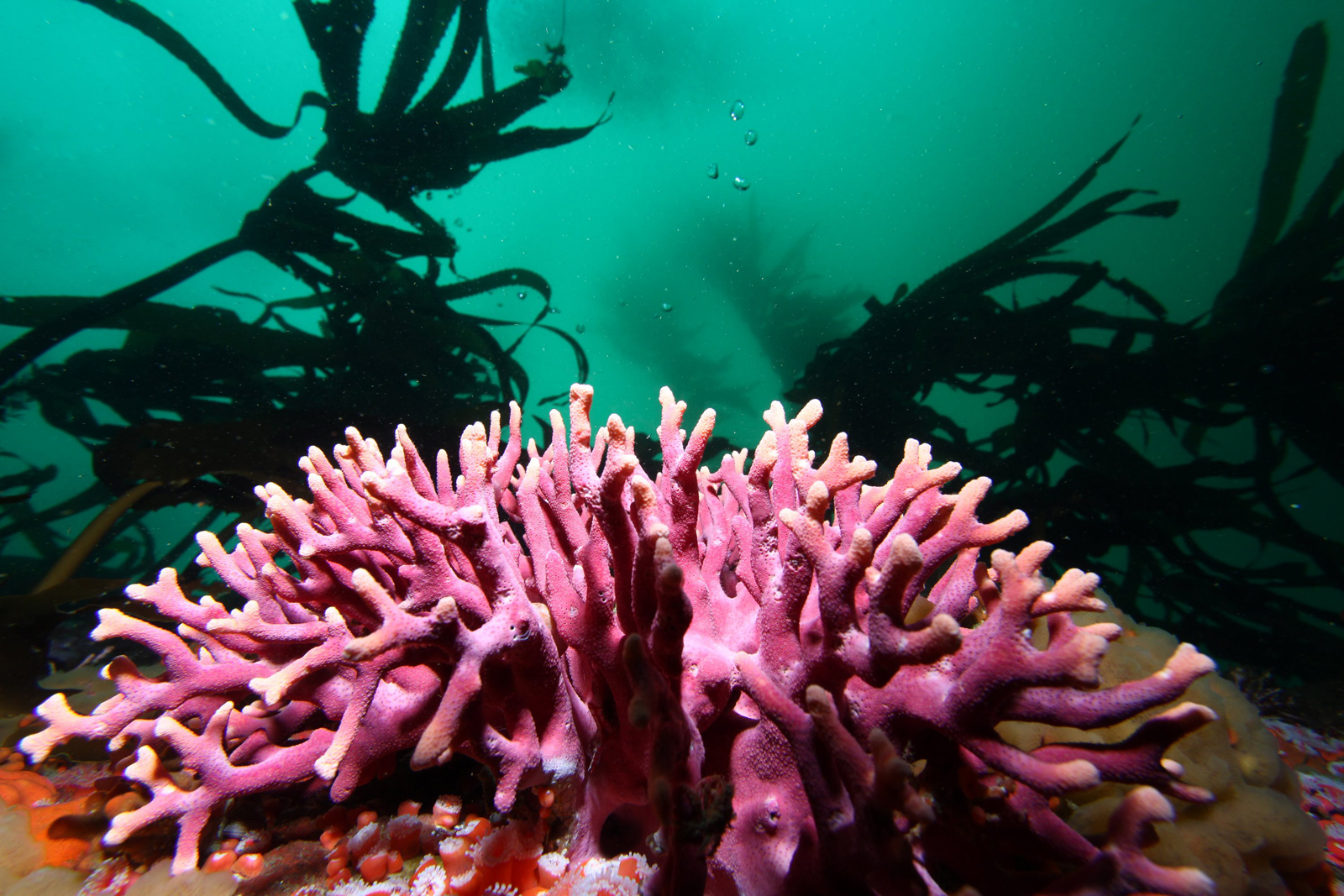
Stylaster californicus.
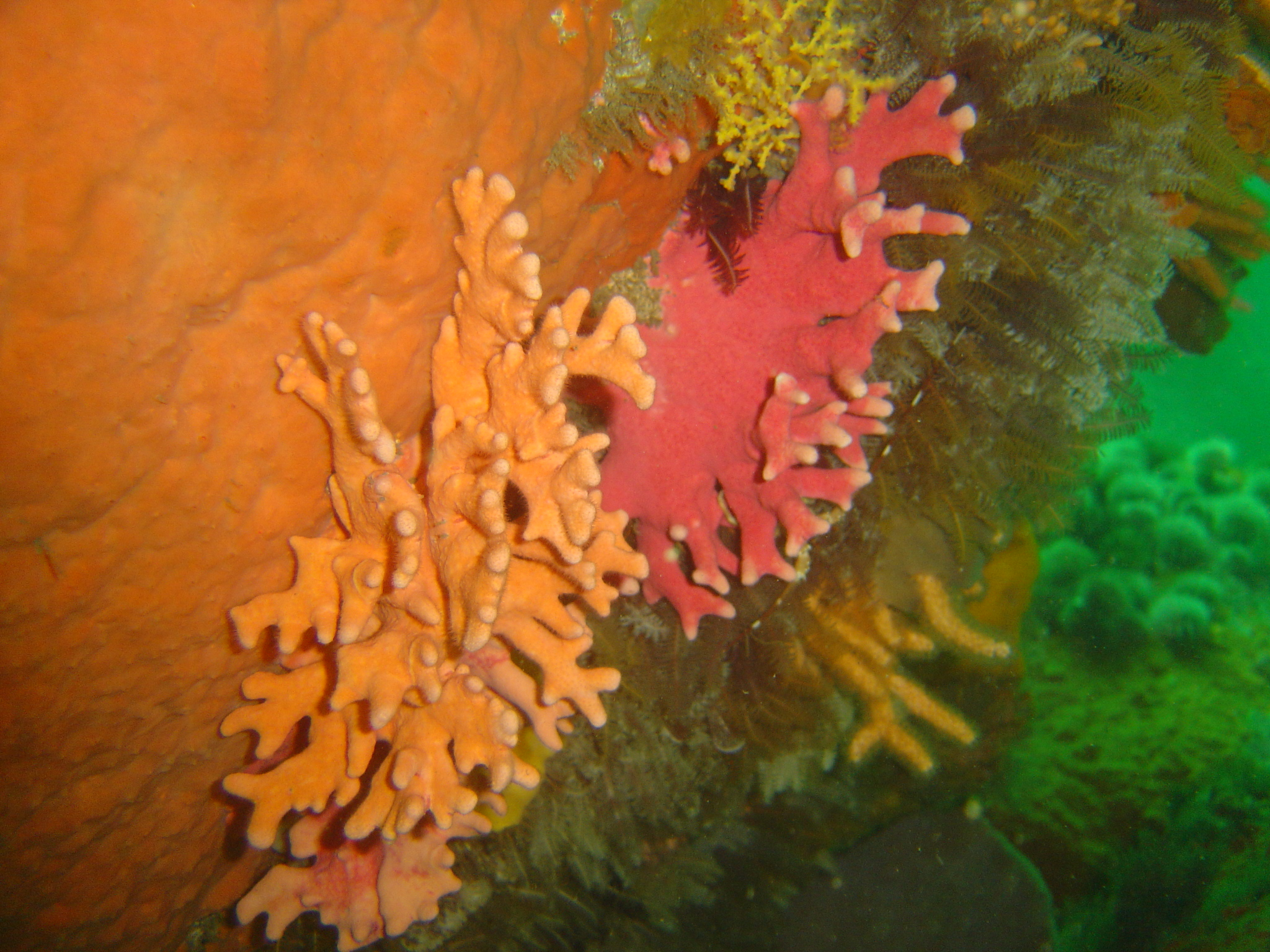
Stylaster nobilis.
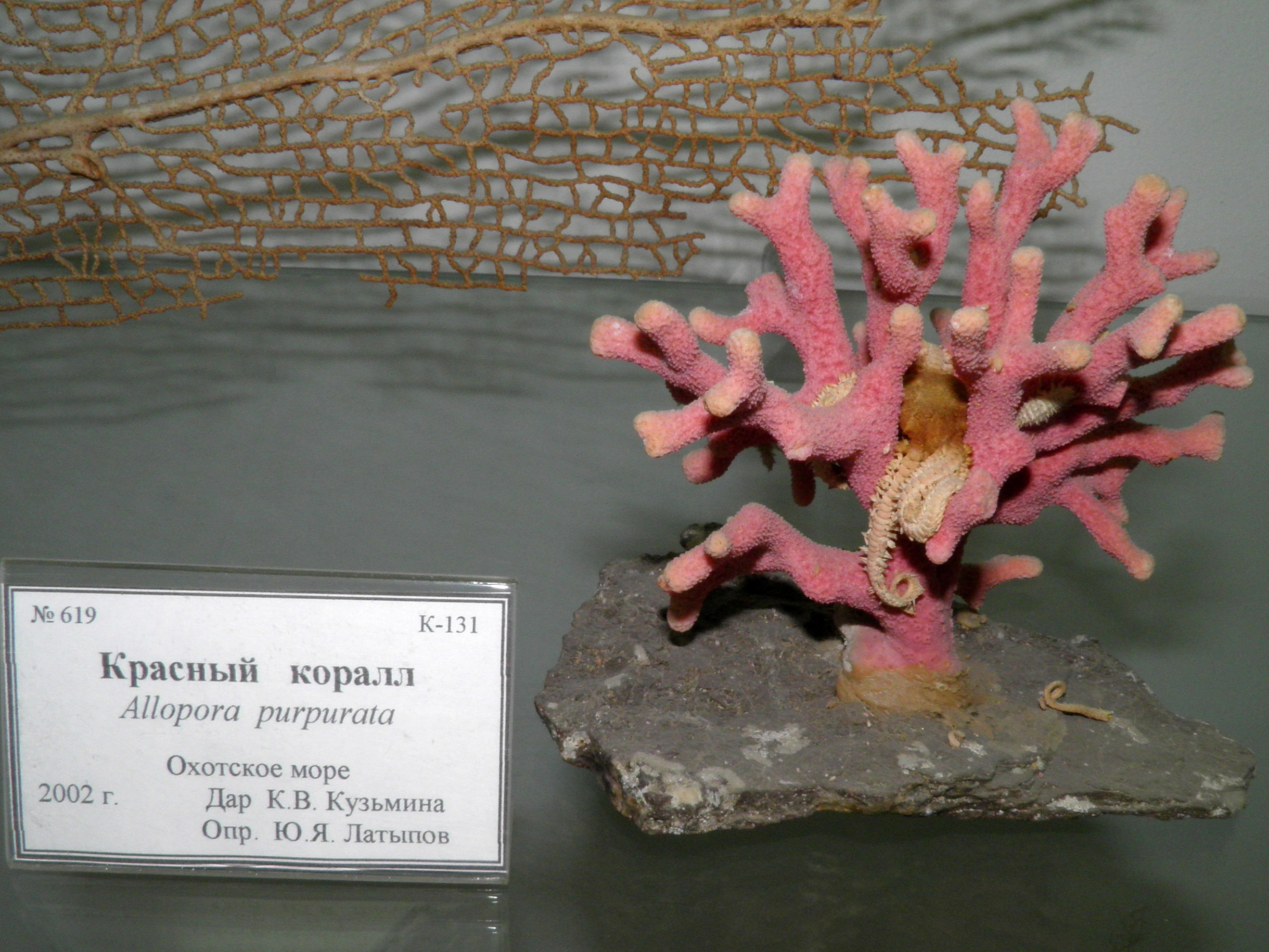
Stylaster purpuratus.
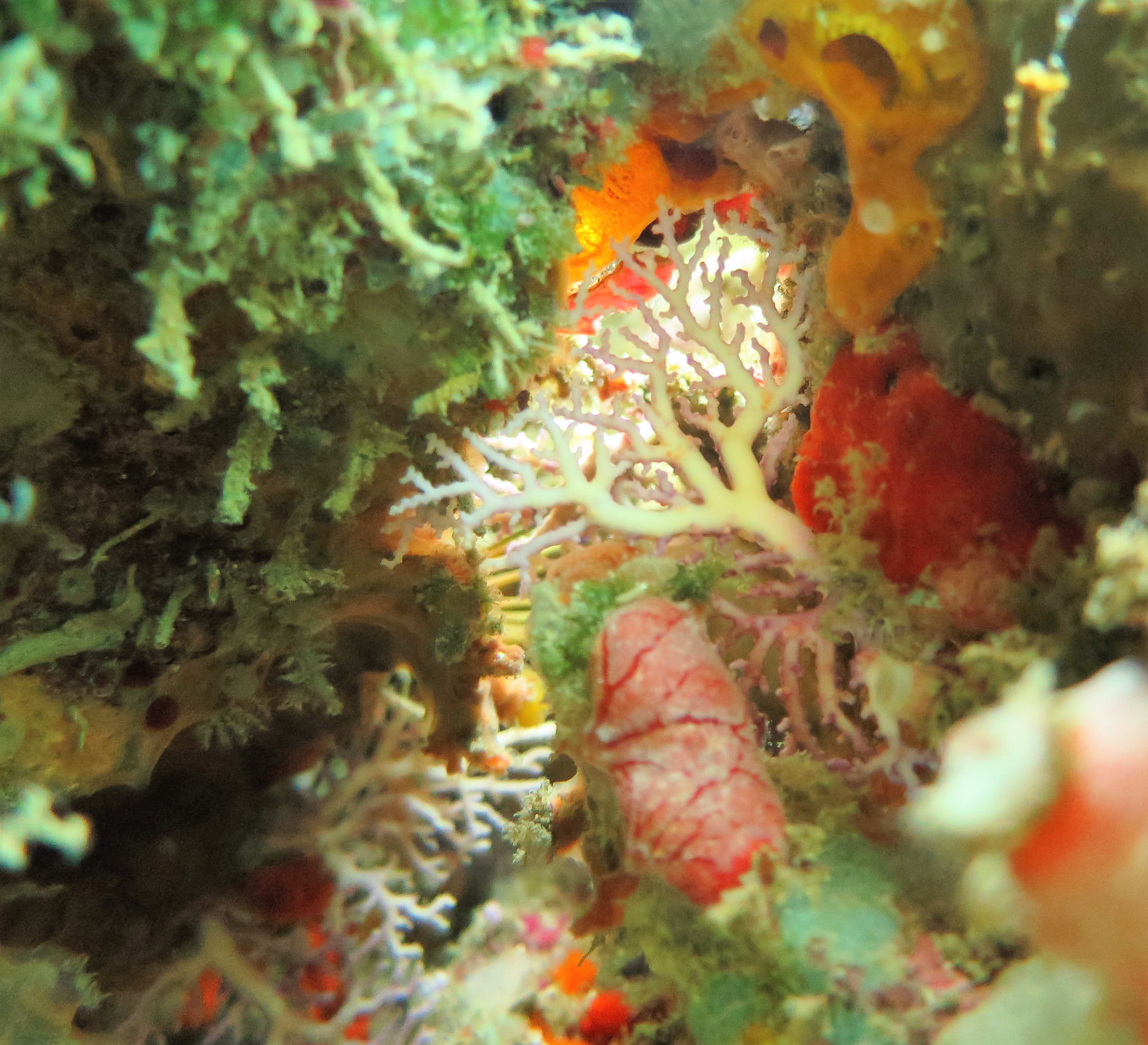
Stylaster roseus.
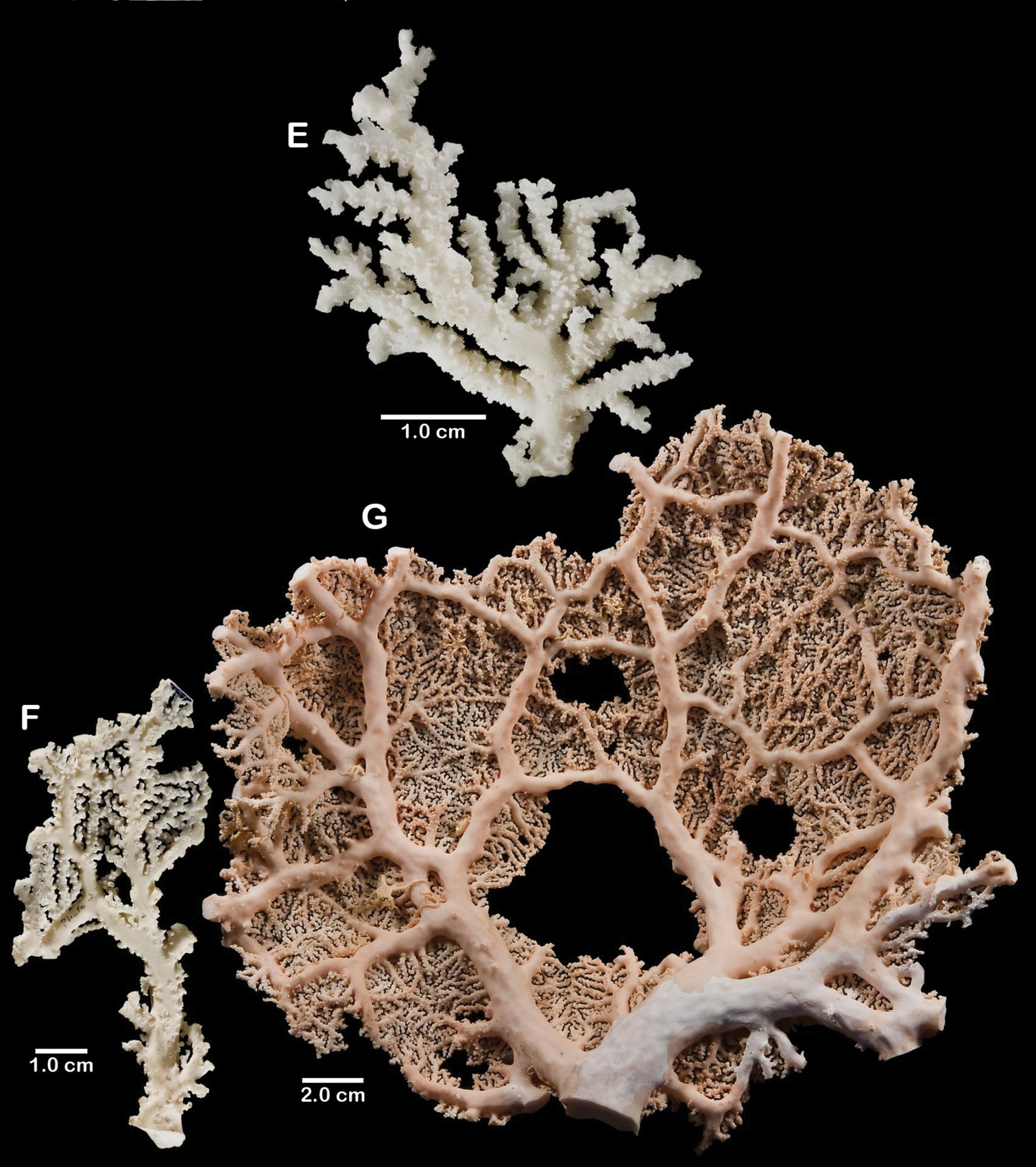
Stylaster alaskanus.
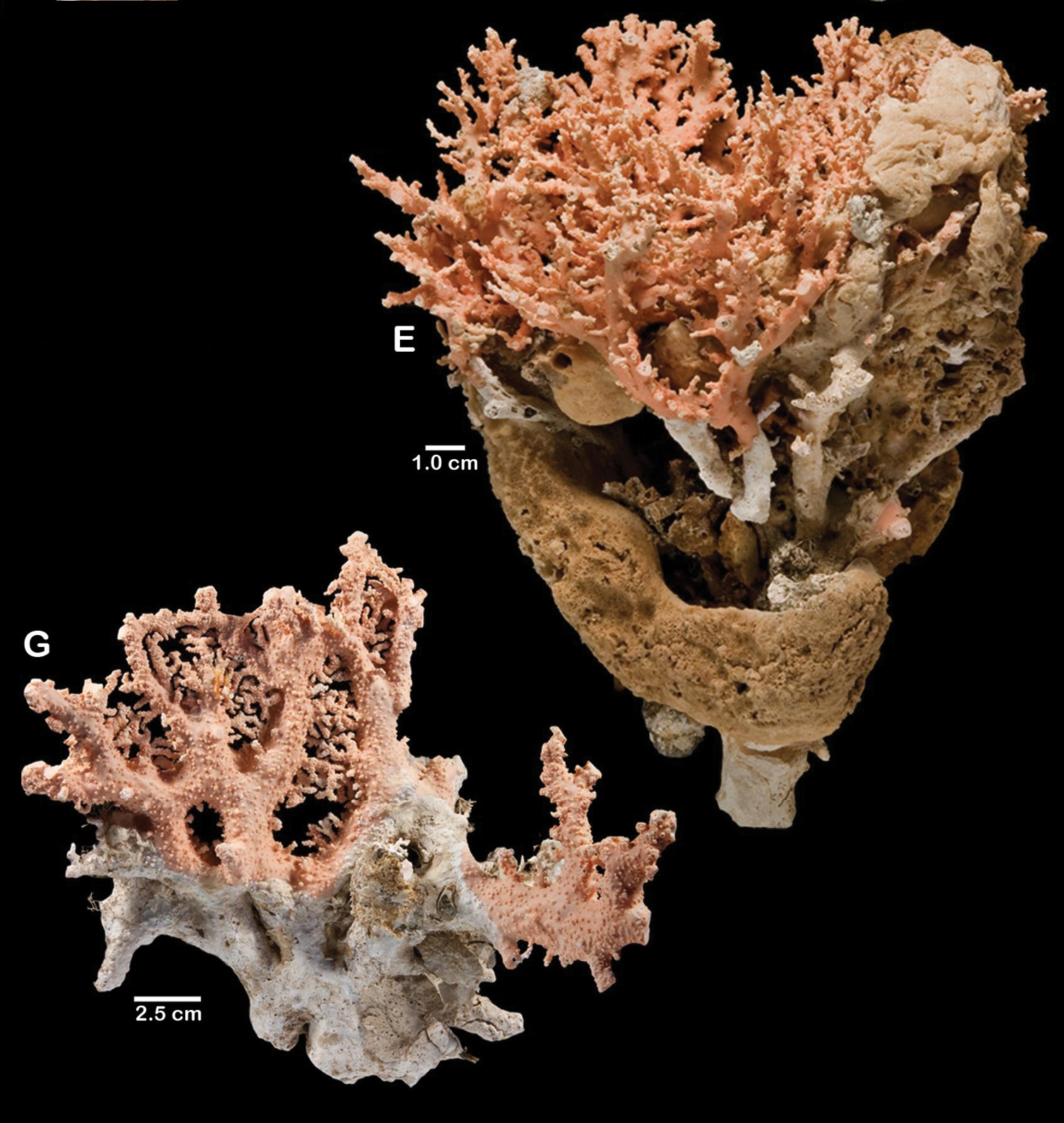
Stylaster brochi.
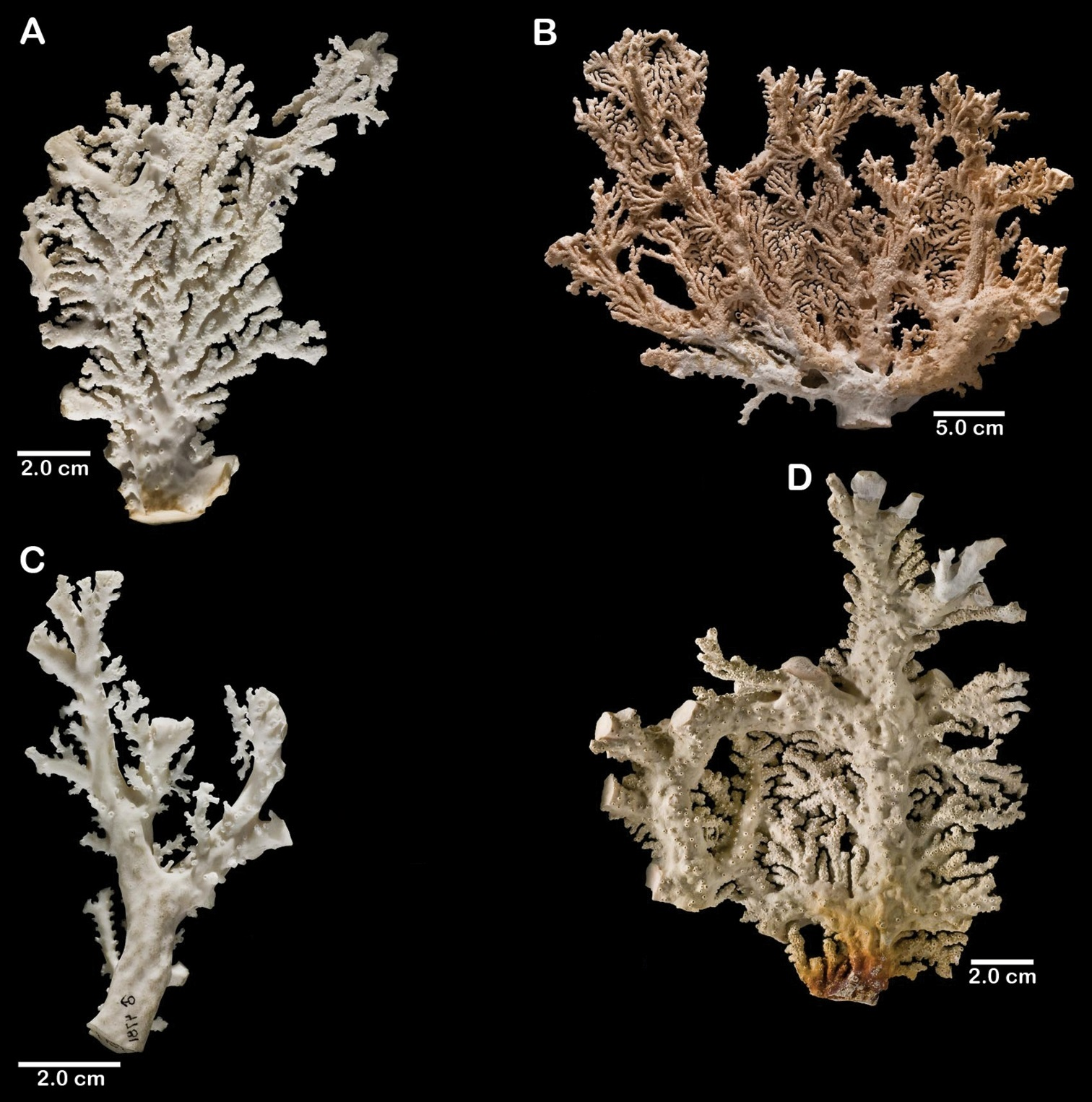
Stylaster campylecus.
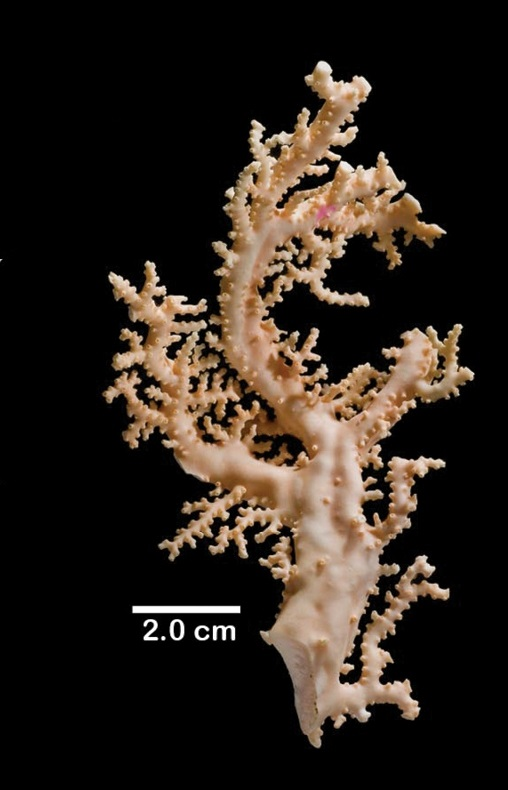
Stylaster crassiseptum.
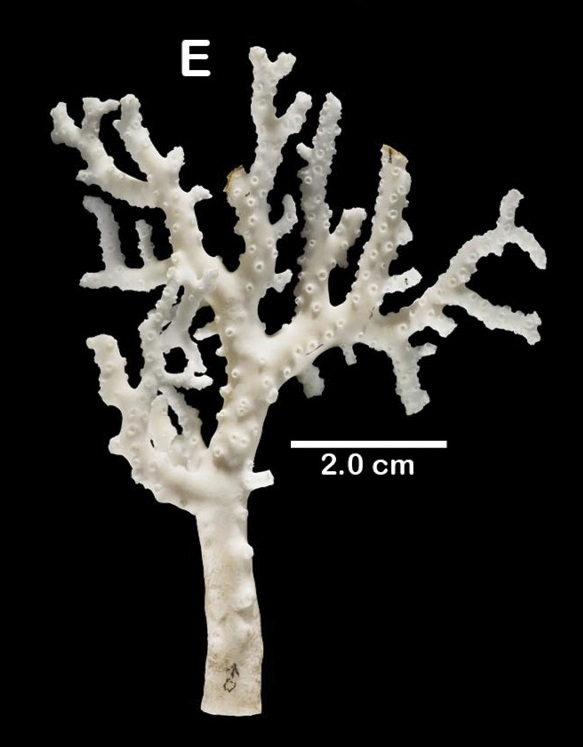
Stylaster leptostylus.
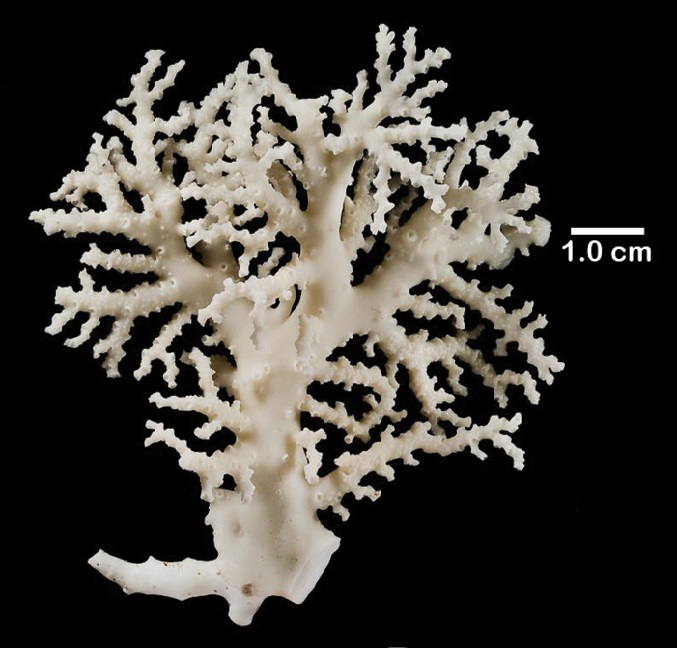
Stylaster parageus.
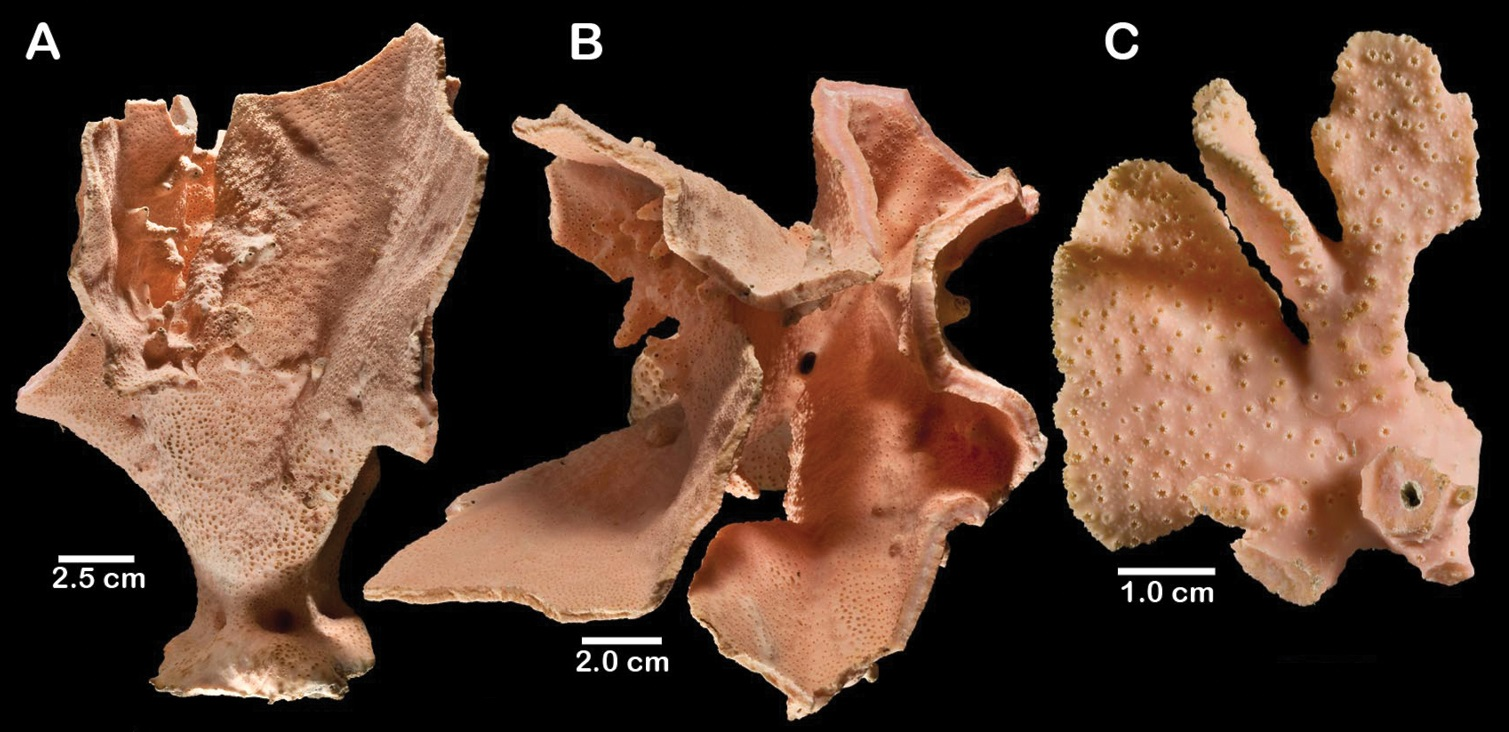
Stylaster repandus.
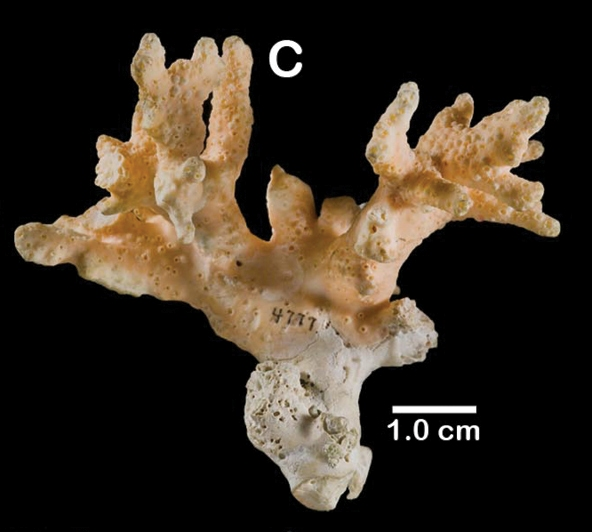
Stylaster stejnegeri.
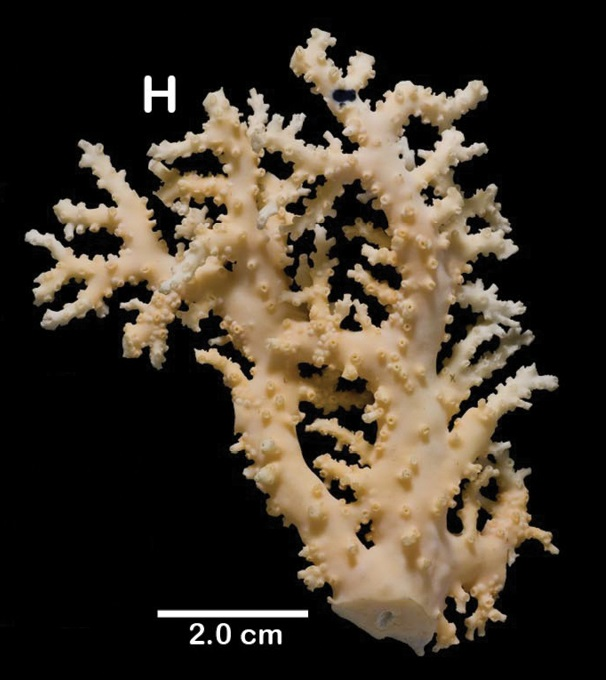
Stylaster trachystomus.
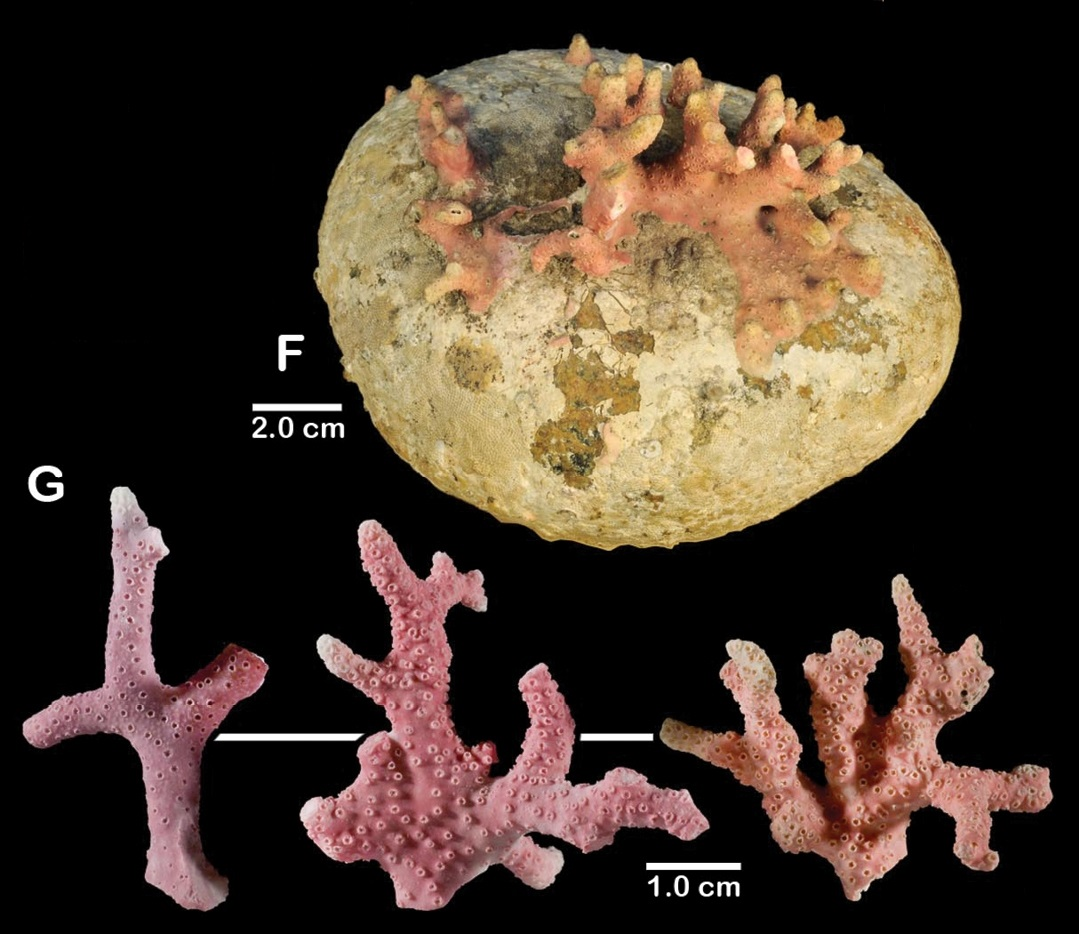
Stylaster venustus.